# トプイ・セコナ
トプイ・セコナ（Topui Sekona、1991年3月30日 - ）は、2016年現在トップリーグキヤノンイーグルスに所属するラグビー選手。

## プロフィール
- トンガ出身[1]。
- ポジションはプロップ(PR)。
- 身長 180cm、体重 118kg
- U20トンガ代表に選ばれたことがある[2]。
- 関西学生代表に選ばれたことがある[3]。

## 略歴
2012年、トンガのトゥポウカレッジ卒業後、摂南大学に入る。
2016年、摂南大学卒業後、キヤノンイーグルスに加入。